# Rubus aurensis
Rubus aurensis är en rosväxtart som beskrevs av Henri L. Sudre. Rubus aurensis ingår i släktet rubusar, och familjen rosväxter. Inga underarter finns listade i Catalogue of Life.